# Борзигвальде
Борзигвальде (нем. Borsigwalde) — одиннадцатый район в составе административного округа Райникендорф в Берлине, до 24 апреля 2012 года находившийся в составе соседнего Виттенау. 

## История
Основан в 1899—1909 гг как поселение рабочих и служащих заводов, заложенных Августом Борзигом в близлежащем Тегеле на землях, приобретённых специально для этого у общины Дальдорф (ныне Виттенау). Хотя первые жилые постройки (частично сохранившиеся до наших дней) по своей архитектуре выгодно отличались от принятого тогда в Берлине стандарта многоэтажных рабочих бараков и домов, в них не было предусмотрено ни водоснабжения. ни канализации, ни вывоза мусора. Уже в 1900 году была открыта первая школа, а вслед за нею и небольшие мануфактуры, постоялые дворы и магазины. Только в 1907 году Борзигвальде получил своего приходского священника, а в 1916 году и детский дом.
В Первую мировую войну здание только что отстроенной средней школы передали под казармы. После затяжного кризиса, вызванного Великой депрессией, положение сильно пострадавшего от безработицы района улучшилось с приходом в Борзигвальде предприятий машиностроения и военной промышленности, в частности, фирм Krupp, Mauser и Alkett.
После Второй мировой войны сильно разрушенный бомбардировками союзников Борзигвальде находился во французской зоне оккупации. Период восстановления и экономического подъёма, затруднённых отчасти и организованной Советским Союзом блокадой Западного Берлина, начал приносить свои плоды лишь в середине 1950-х годов, когда, к примеру, была построена первая послевоенная (католическая) церковь. Крупная промышленность, некогда вызвавшая Борзигвальде к жизни, постепенно потеряла свое прежнее значение, а после объединения Германии практически и вовсе не представлена на территории района.

## Транспорт
На западе Борзигвальде граничит с линией берлинской городской электрички S25 и со станцией метрополитена Борзигверке.  Менее одного километра южнее располагается аэропорт Тегель. По историческому центру района проходят автобусные линии X33 и 125. 

## Достопримечательности
В Борзигвальде находятся окружное бюро по трудоустройству, 3 церкви (католическая, евангелическая и свидетелей Иеговы), 7 школ и гимназий и 4 детских дошкольных учреждения, а так же стадион футбольного клуба Борзигвальде 1910 и одни из самых крупных картодромов и батутных центров Германии.

## Галерея

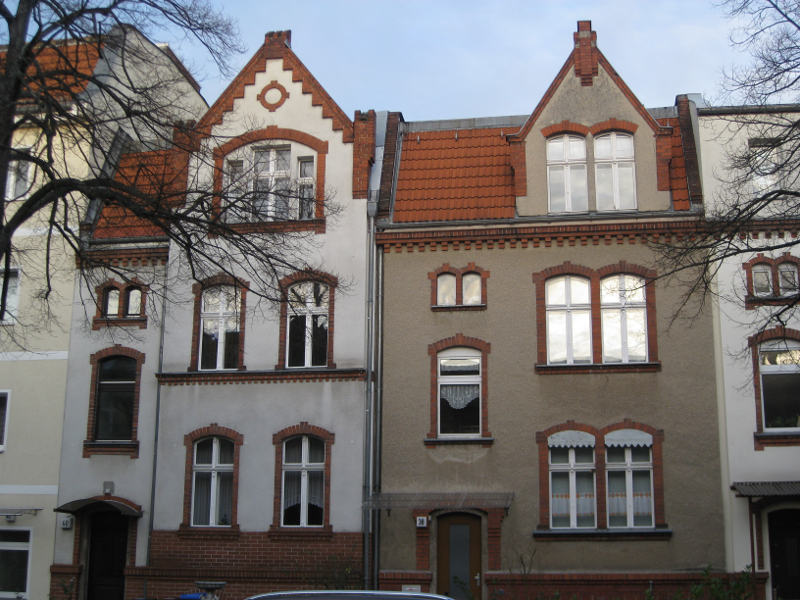
Первые жилые дома (постройка 1899-1890)
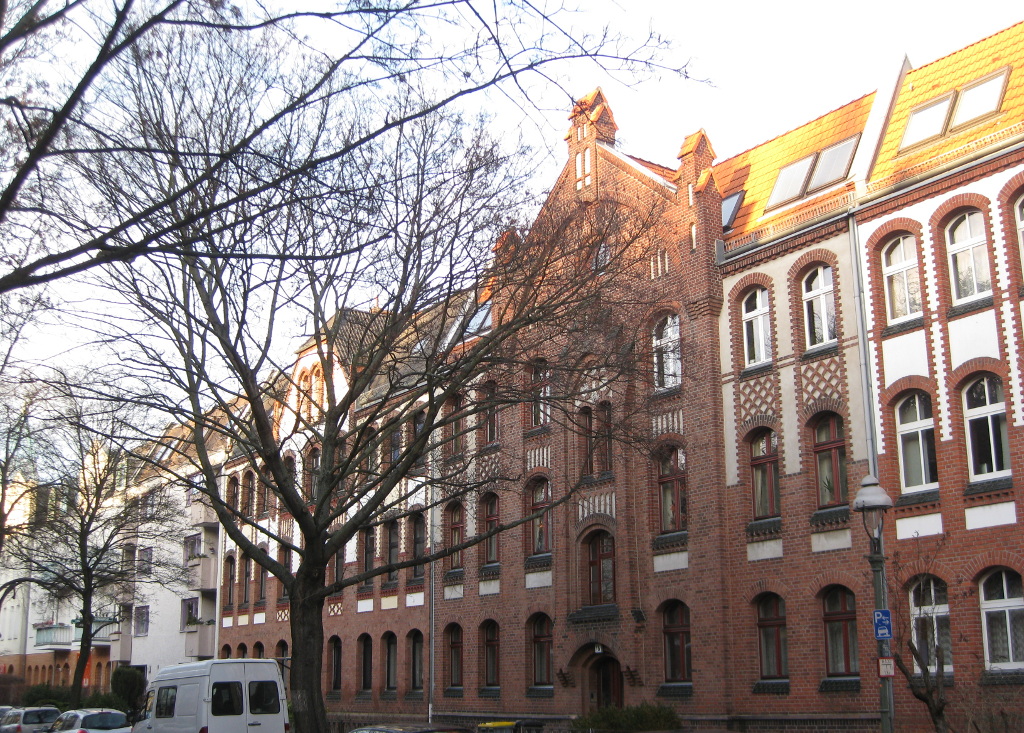
Исторические здания на Рёйштрассе
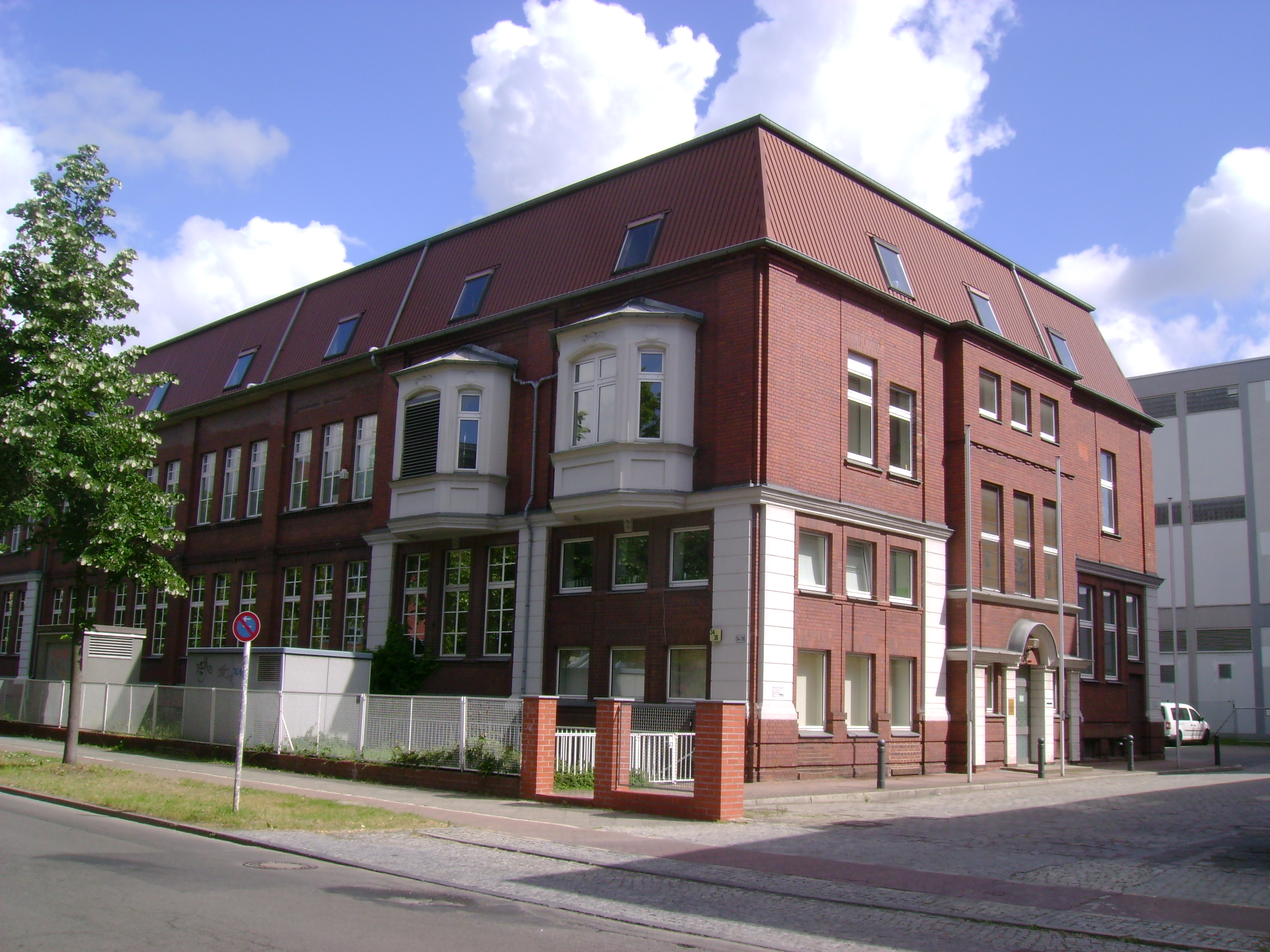
Бывшее здание управления фирмы Alkett
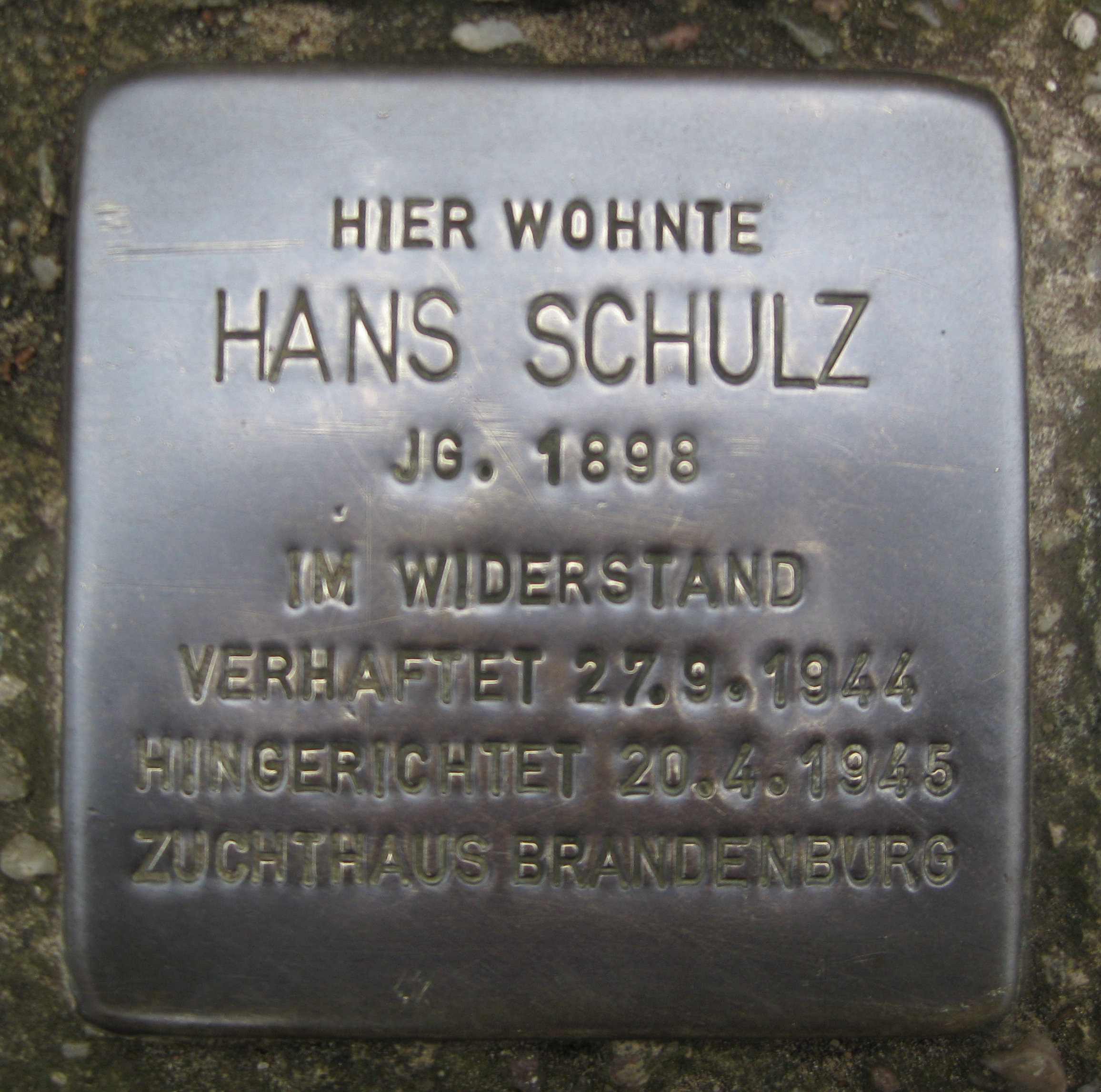
Один из камней преткновения
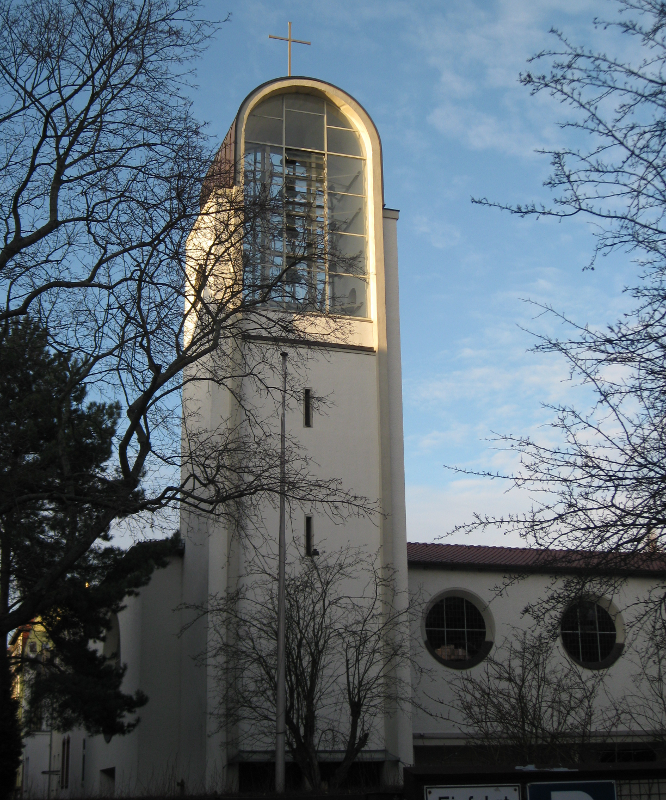
Колокольная башня церкви Всех Святых